# 일본 차세대 항공모함

차기 프랑스 항공모함 'PA 2'이다. 원자력 추진 항공모함이다. 대형 항공모함의 상징이자 일본 차세대 항공모함의 롤모델이다.

일본 차세대 항공모함은 이미 이즈모급 항공모함을 보유 선언한 뒤, 추가적으로 차세대 항공모함을 개발할 일본의 계획이다. 7만t 급의 항공모함을 건조하는 논의가 자민당 내에서 나왔고, 차기 프랑스 항공모함의 75,000t과 유사하다. 건조되면 종전 후 일본의 최대 항공모함이 된다.

## 역사

### 배경
중국은 오는 2028년까지 핵추진 항모를 포함해 3척의 항모를 보유할 계획이다. 중국 해군은 두 번째 국산항모 003호의 건조를 추진하고 있다. 올해 초 코로나 19의 영향으로 건조를 일시 중단하고 있지만, 003함은 배수량이 8만5000t 이상으로 랴오닝함, 001A함과는 달리 전자사출기식 방식을 채택했다. 함재기도 J-15A 전투기, 조기경보헬기, 대잠헬기와 수송헬기 등 60대 정도다. 중국 차세대 항공모함이 일본 방공망을 무력화시킬거란 전망까지 나오자 일본은 다급해진다.

#### 항공모함 보유 선언
2019년 일본은 항공모함 보유 선언을 한다. 2차 세계대전 당시 세계에서 항공모함을 건조하는 능력을 가진 나라는 미국,일본,영국 세 나라 뿐였고 종전 후 군대가 금지되고 공격형 군사력인 항공모함 보유도 금지된 일본은 반세기 이상 항공모함 없이 국가를 운영했다가 항공모함을 보유하게 된 셈이다.

### 추가 항공모함 도입 논의
일본 집권여당 자민당 내에서 기뢰 소해능력을 가진 장비를 품은 모함을 겸하며, 재난대비 병원선, 수직이착륙기 F-35B를 운용하는 능력을 가진 '다목적 방어형 항공모함' 도입 논의가 나왔다.

### 7만t급 항공모함
일본의 항공모함 논의는 7만t급으로 기운 상태다. 4만t형 중형 항공모함인 샤를 드골함 모델은 함재기가 40기에 불과하다. 2023년 항모화가 완료된 이즈모급의 함재기 운용수와 차이가 나질 않는다. 그러나 퀸 엘리자베스급같은 70,000t급 항공모함은 60기의 함재기를 운용할 수 있다.

#### 프랑스 모델
일본 차세대 항공모함의 만재배수량 70,000t은 차기 프랑스 항공모함의 75,000t과 유사하다.
- 전장 : 283m
- 너비 : 73m
- 만재배수량 : 75,000t
- 무장 : 수직발사대 16셀 x 아스터 15 함대공 미사일
- 전자장비 센서 : 헤라클레스 레이다
- 항공기 : 라팔, NH-90, E-2 호크아이

## 같이 보기
- 이즈모급 항공모함
- 퀸 엘리자베스급 항공모함
- 차기 프랑스 항공모함